# Podocoma
Podocoma là một chi thực vật có hoa trong họ Cúc (Asteraceae).

## Loài
Chi Podocoma gồm các loài: